# Peršaja Liha 1995
La Peršaja Liha 1995 è stata la 5ª edizione della seconda serie del campionato bielorusso di calcio. La stagione è iniziata il 23 luglio 1995 ed è terminata il 29 ottobre successivo.

## Stagione

### Novità
Al termine della passata stagione, sono salite in massima serie MPKC Mazyr e Ataka-Aura Minsk. Sono retrocesse in Druhaja liha ZLiN Homel', AFViS-RŠVSM Minsk e Stroitel' Vicebsk.
Dalla Vyšėjšaja Liha 1994-1995 sono retrocesse Homsel'maš Homel' e Ljakamatyŭ Vicebsk. Dalla Druhaja liha sono salite Naftan-Dėvon e Famal'gaŭt e Dinamo-Juni Minsk.
Al termine della passata stagione, il Santanas Samachvalavičy si è sciolto per motivi economici.
Prima dell'inizio del campionato, il Homsel'maš Homel' è diventato Homel'.

### Formula
Le quindici squadre si affrontano una sola volta, per un totale di quattordici giornate. Essendo un campionato a numero dispari, ogni squadra osserverà un turno di riposo.
Le prime due classificate, vengono promosse in Vyšėjšaja Liha 1996. L'ultima, invece, retrocede in Druhaja liha.

## Classifica finale
|  | Pos. | Squadra                  | Pt | G  | V  | N | P  | GF | GS | DR  |
|  | ---- | ------------------------ | -- | -- | -- | - | -- | -- | -- | --- |
|  | 1.   | Naftan-Dėvon             | 32 | 14 | 10 | 2 | 2  | 29 | 14 | +15 |
|  | 2.   | Kamunal'nik Pinsk        | 29 | 14 | 9  | 2 | 3  | 22 | 13 | +9  |
|  | 3.   | Famal'gaŭt               | 28 | 14 | 8  | 4 | 2  | 24 | 13 | +11 |
|  | 4.   | Kardan-Flaers            | 27 | 14 | 8  | 3 | 3  | 28 | 18 | +10 |
|  | 5.   | KPF Slonim               | 26 | 14 | 7  | 5 | 2  | 25 | 15 | +10 |
|  | 6.   | Brėstbytchim             | 25 | 14 | 8  | 1 | 5  | 19 | 14 | +5  |
|  | 7.   | Transmaš Mahilëŭ         | 22 | 14 | 6  | 4 | 4  | 20 | 16 | +4  |
|  | 8.   | Chimik Svetlahorsk       | 17 | 14 | 5  | 2 | 7  | 19 | 17 | +2  |
|  | 9.   | Homel'                   | 17 | 14 | 5  | 2 | 7  | 19 | 17 | +2  |
|  | 10.  | Ljakamatyŭ Vicebsk       | 16 | 14 | 5  | 1 | 8  | 10 | 15 | -5  |
|  | 11.  | Tarpeda Žodzina          | 15 | 14 | 3  | 6 | 5  | 13 | 15 | -2  |
|  | 12.  | Dinamo-Juni Minsk        | 14 | 14 | 4  | 2 | 8  | 12 | 22 | -10 |
|  | 13.  | Stroitel' Staryja Darohi | 12 | 14 | 3  | 3 | 8  | 12 | 26 | -14 |
|  | 14.  | Kimavec Vicebsk          | 9  | 14 | 2  | 3 | 9  | 9  | 28 | -19 |
|  | 15.  | Chimvalanko Hrodna       | 4  | 14 | 0  | 4 | 10 | 7  | 25 | -18 |

Legenda:
      Promossa in Vyšėjšaja Liha 1996.
 Ammessa allo spareggio promozione-retrocessione.
      Retrocessa nelle Druhaja Liha 1996
Note:
Tre punti a vittoria, uno a pareggio, zero a sconfitta.

## Spareggio Promozione-Retrocessione
Allo spareggio salvezza viene ammessa la quindicesima classificata in Vyšėjšaja Liha (Šynnik Babrujsk) e la seconda classificata in Peršaja Liha.
|                   | Risultati |                   | Luogo e data   |
| ----------------- | --------- | ----------------- | -------------- |
| Šynnik Babrujsk   | 0 - 2     | Kamunal'nik Pinsk | Babrujsk, 1995 |
| Kamunal'nik Pinsk | 0 - 3     | Šynnik Babrujsk   | Pinsk, 1995    |
|                   |           |                   |                |